# Saulx-le-Duc
Saulx-le-Duc is een gemeente in het Franse departement Côte-d'Or (regio Bourgogne-Franche-Comté) en telt 232 inwoners (2005). De plaats maakt deel uit van het arrondissement Dijon.

## Geografie
De oppervlakte van Saulx-le-Duc bedraagt 28,7 km², de bevolkingsdichtheid is 8,1 inwoners per km².
De onderstaande kaart toont de ligging van Saulx-le-Duc met de belangrijkste infrastructuur en aangrenzende gemeenten.

## Demografie
Onderstaande figuur toont het verloop van het inwonertal (bron: INSEE-tellingen).